# マラエ

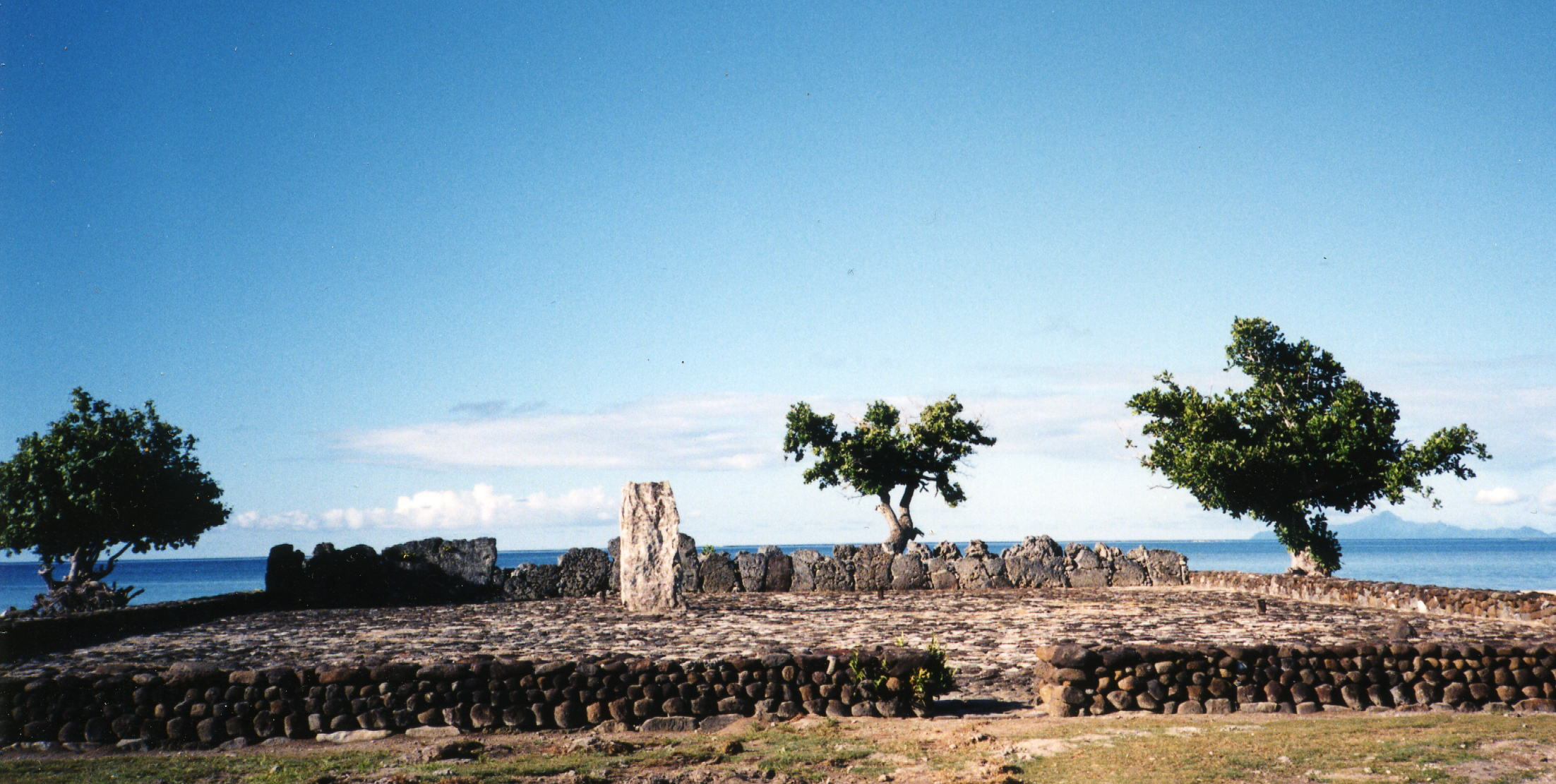
ライアテア島タプタプアテアにある石で建てられた古代のマラエ。1994年に復元された。

マラエ（ニュージーランドマオリ語、クック諸島マオリ語、タヒチ語: marae; トンガ語: malaʻe; マルキーズ語: meʻae メアエ; サモア語: malae）は、ポリネシア社会で宗教的および社会的な目的を果たす共有地または聖地である。これらの言語で「開かれた、雑草・樹木などのない」を意味する。マラエは一般的に、長方形に近い形に開墾された土地（マラエ本体）であり、石や木の柱（タヒチ語やクック諸島マオリ語でauと呼ばれる）に囲まれている。
場合によっては paepae（壇;テラス）が設けられ、これは伝統的に儀式に使用されていたと考えられる。マラエの中心にはアフ（ahu）やアウ（a'u）と呼ばれる石が置かれ。。イースター島のラパヌイ文化では、この ahu や aʻu という語がマラエ全体を指す語として使われるようになりました。
いくつかの現代ポリネシア社会、特にアオテアロア・ニュージーランドのマオリの社会では、マラエは依然として日常生活の重要な役割を果たしている。熱帯ポリネシアの多くの地域では、19世紀にキリスト教が伝来すると大部分のマラエが破壊されたり放棄され、現在では観光地や考古学遺構となっているものもある。それでもなお、これらのマラエが建てられていた場所は、多くの文化においてタプ（神聖）であるとされている。 

## 語源
この言葉は言語学者によって、東オセアニア祖語（Eastern Oceanic）における malaqeという言葉に再構されており、意味は
「集会所や儀式の場として使われる、開けた場所」である。 

## ニュージーランド

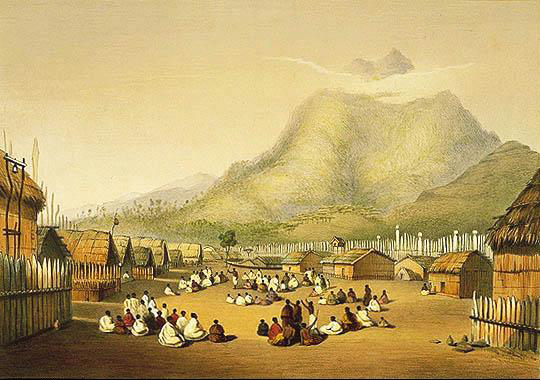
1844年、ワイカト地方のタウピリ山の近くのカイトテヘのマラエ、最初のマオリ王になった首長ポータタウ・テ・フェロフェロと関係があった。

マオリの社会では、マラエは、マオリ語を話すことができ、部族間の義務を果たすことができ、慣習を探求し議論することができ、誕生日のような家族の行事を行うことができ、来訪者の歓迎や死者への別れ(タンギハンガ)のような重要な儀式を行うことができ、文化を祝うことができる場所である。古代ポリネシアの例と同様に、マラエは大きな文化的意味を持つ「聖地」であるワーヒ・タプ (wāhi tapu) である。
マオリ語の用法では、marae ātea（しばしばmaraeと省略される）は、ファレヌイ（集会所。文字通りには「大きな建物」）の前の広場のことである。一般的には建物やāteaを含めた複合体全体を指す。ここは雄弁をテーマとしたポーフィリ（歓迎式典）が行われる場所である。イウィ（部族）やハプー（準部族）の中には、女性が演説することを認めていないところもある。ファレヌイは重要な会議、外泊、工芸やその他の文化活動のための場所である。
ファレカイ（食堂）は主に共同の食事に使用されるが、他の活動が行われる場合もある。 
熱帯ポリネシアのマラエに関連した単語の多くはマオリ語の文脈に保持されている。例えば、パエパエ（paepae）という言葉は聴衆が座っているベンチを指す。これは神聖で儀式的な結社を保持していることを意味する。マラエの大きさは様々で、ファレヌイは車2台分の車庫より少し大きい程度のものから、一般的な町のホールより大きいものまである。

### 法的地位
マラエは1993年のマオリ土地固有法の下で保護地として登録された集会所である。各マラエには、マラエの運用を担当する管理者のグループがある。同法は、保護地としてのマラエの規定を管理し、受益者に対する管理者の責任を定めている。一般的に、各マラエには、管理者がマラエの受益者と交渉した憲章がある。憲章には次のような事項が詳述されている。
- マラエの名前、およびその説明。
- 受益者のリスト：通常はイウィ（部族）、ハプー（準部族、氏族）またはファーナウ（英語版）（拡大家族）。場合によっては、マラエはニュージーランドの人々の共通の利益に捧げられている
- 管理者の選択に使用される方法
- マラエの一般的な管理指針
- 管理者が受益者に説明責任を負わせる方法、および紛争解決の方法
- マラエを管理する委員会の任命と承認を管理する原則
- 憲章を修正し、その原則を確実に順守するための手順

1963年ニュージーランド・マオリ美術工芸協会法が可決され、協会がファカイロ（マオリの木彫り伝統工芸）の伝統を維持するために設立された。協会は各地の40以上のマラエの建設と修復を担当している。 

### 伝統的、教会的、教育的な用途

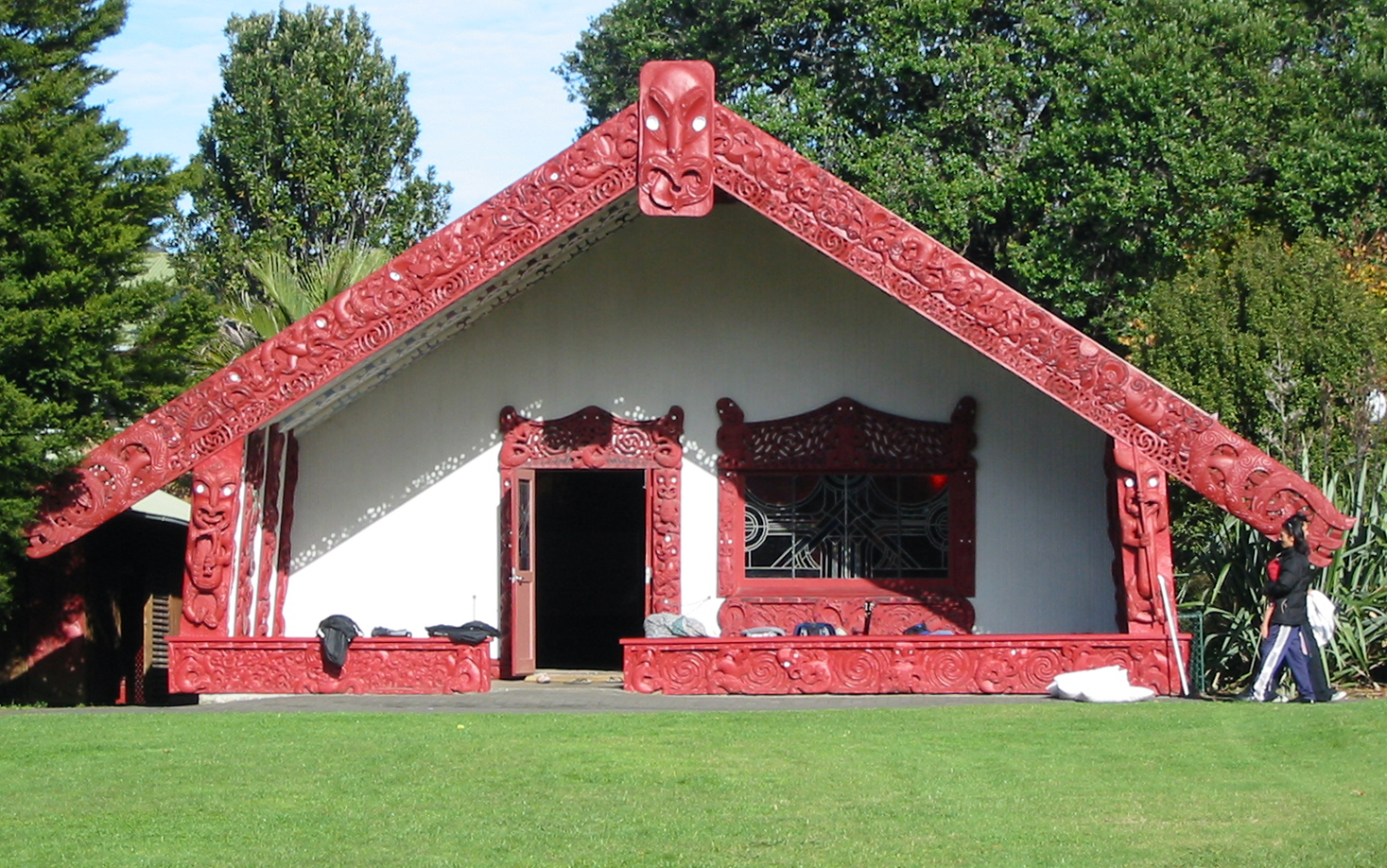
ワイパパ・マラエ（オークランド大学、ニュージーランド）。集会所の前の芝生のエリアはマラエ・アーテア。

ほとんどのイウィ、ハプー、および多くの小さな集落にも独自のマラエがある。そのような独自のマラエを持つ小さな集落の例は、著名な作家パトリシア・グレイスの故郷であるホンゴエカ湾のプリマートンにある。20世紀後半から、都市部のマオリは、ポリルア東部のマラエロアなどの族際的（多部族間）マラエを確立してきた。多くのマオリ人にとって、マレは自分の家と同じくらい重要である。 
ニュージーランドの教会の中には、独自のマラエを運営しているところもあり、伝統的なマラエのすべての機能が実行されている。マラエを運営している教会には、英国国教会、長老派教会、カトリック教会がある。近年、小中学校、高等専門学校、大学などの教育機関では、学生の利用とマオリ文化の指導のためにマラエを建設することが一般的になっている。これらのマラエは、学校に関連する公式の儀式の公演の場としても機能する。 
例えば、オークランド大学のマラエは、マオリ学科の卒業式や、大学全体の新人職員の歓迎式に使われている。その主な機能は、ファイコーレロ（whaikōrero、演説）の教授、マオリ語と文化、および大学の著名な招待客のための重要な儀式の場としての役割を果たすことである。ワイカトのテ・アワムトゥ・カレッジとフェアフィールド・カレッジには、2つの壮観な中等学校のマレがある。後者は彫刻と機織りの詳細な知識を持ったマオリの建築家によって設計された。ファレヌイは、複雑に彫られ、曲がっているポウをはじめとする多くの印象的な特徴を特徴としている。学校の行事のほか、結婚式にも使われる。

#### タンギハンガ（葬儀）
ヨーロッパ人到達以前と同様に、マラエは誕生日、結婚式、記念日を含む多くの儀式行事の場所であり続けている。マレで最も重要な行事はタンギンハンガである。タンギハンガとは、死者と別れ、生き残った家族をマオリ社会で支える手段である。Ka'aiとHigginsが示したように、「タンギハンガの重要性と、マラエの習慣におけるその中心的な位置は、それがマラエの他のいかなる集会よりも優先されるという事実に反映されている:90」。

## クック諸島

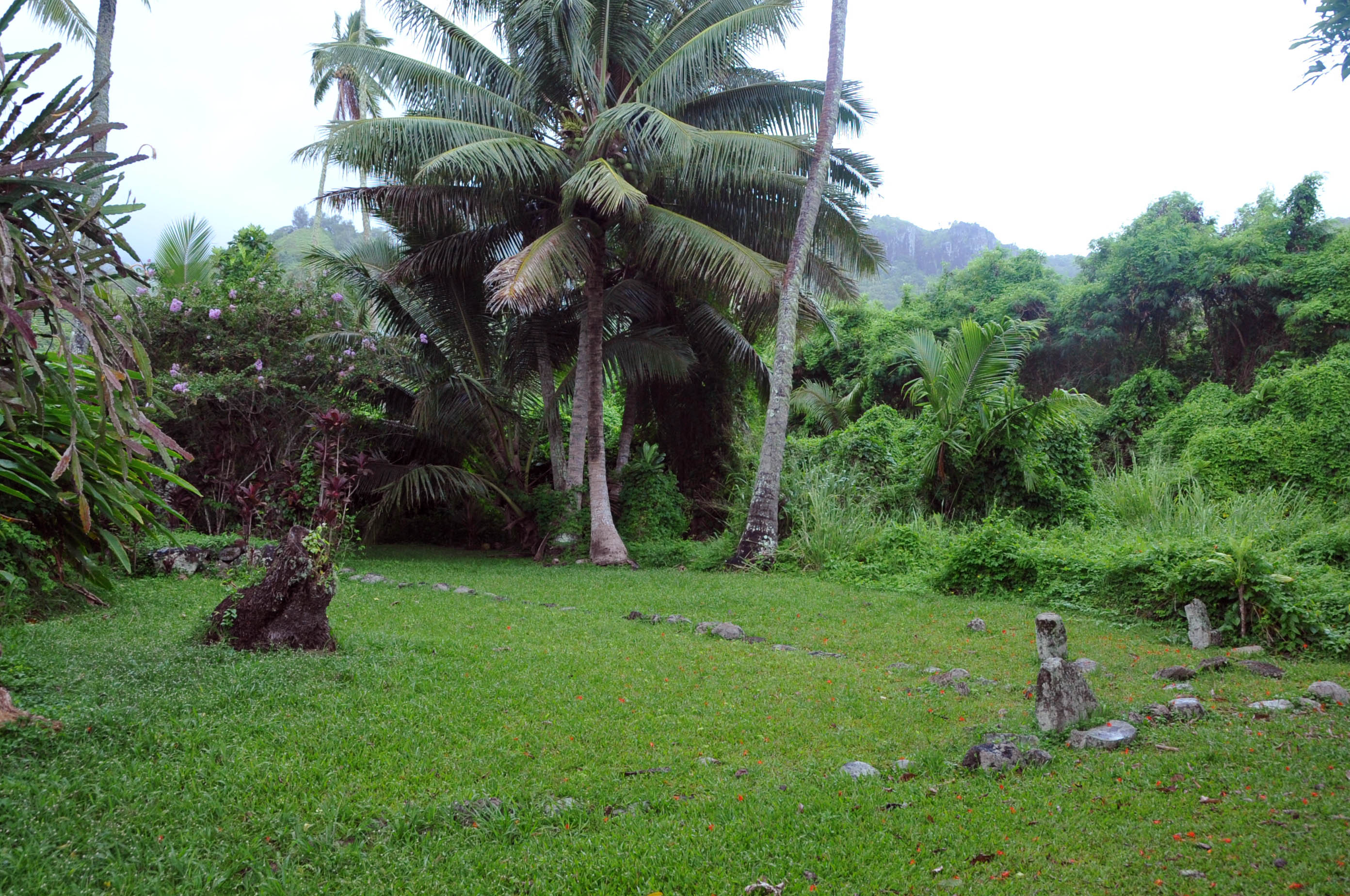
ラロトンガのアライ＝テ＝トンガ・マラエ。

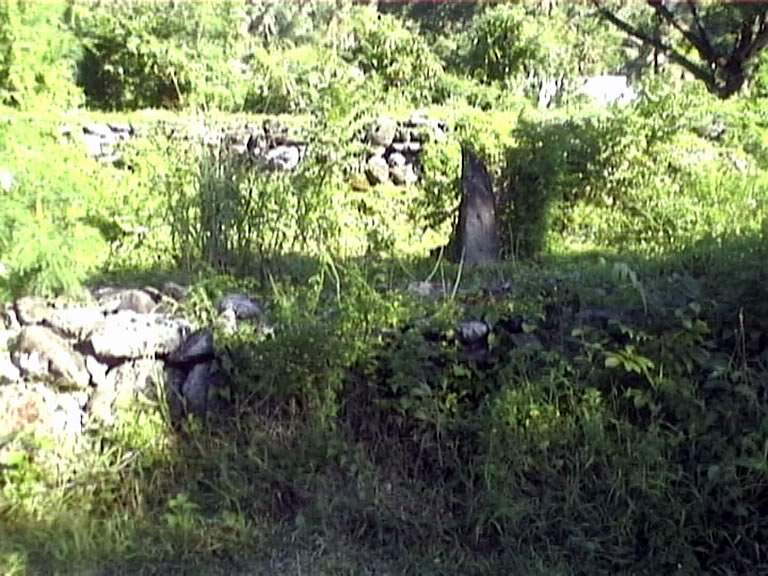
アバルアのタプタプアーテア・マラエ

クック諸島には、島での宗教儀式に使用された多くの歴史的なマラエ（タプまたは聖地）がある。ラロトンガ島とアイツタキ島には、特に印象的なマラエがある。マラエに刻まれた模様の多くは、イギリス人宣教師によって破壊、焼却、または奪われたが、古代マラエの多くの石はそのまま現存している。島では植生が急速に成長するため、マラエ保存状態は場所によってさまざまであり、ラロトンガ島では、いくつかのマラエ（アライ＝テ＝トンガ (Arai-Te-Tonga)、ヴァエロタ (Vaerota)、タプタプアーテア (Taputapuātea)）がまだ維持されており、新しいアリキ(首長)の即位前にすぐに掃除される。 

ラロトンガの伝承によると、考古学者が13世紀のものと推定ているしているラロトンガのタプタ島のプアーテア・マラエは、タンギイアによって建てられたとされている。ライアテア島にも同名のマラエがあり、タプタ島のプアーテア・マラエの中央の石もライアテア島から持ち込まれたと伝えられており、タプタ島のプアーテア・マラエはライアテア島のプアーテア・マラエにちなんで作られ、命名されたと考えられている。古代ではこのマラエから石を移動させて新たなマラエを作ることが非常に一般的だったようである。 
テトゥパイアとテウの息子は、ライアテア島のタプタプアテアの大マラエに席をとる権利を持っているだけでなく、タプタプアテアから石を取り、パレ・アルエ（タヒチ）の自分の土地にそれを設置することも許されていた。こうして彼は自身のマラエ・タプタプアテアを設立してアリキ（首長）の象徴であるマロ＝ウラ（赤い腰帯）を身に着ける儀式の場としていた。 
 このように、「タプタプアテア」という名は、宗教的・政治的正統性の象徴として、ライアテアを起点に他地域へと継承されていったことがわかります。 :407

## ラパヌイ/イースター島
ポリネシアの三角形の南東の辺境にあたるラパヌイ（イースター島）では、伝統的なポリネシアのマラエの要素が独自に発展し、「アフ」と呼ばれる祭壇や、象徴的なモアイ像へと進化しました。

## タヒチ

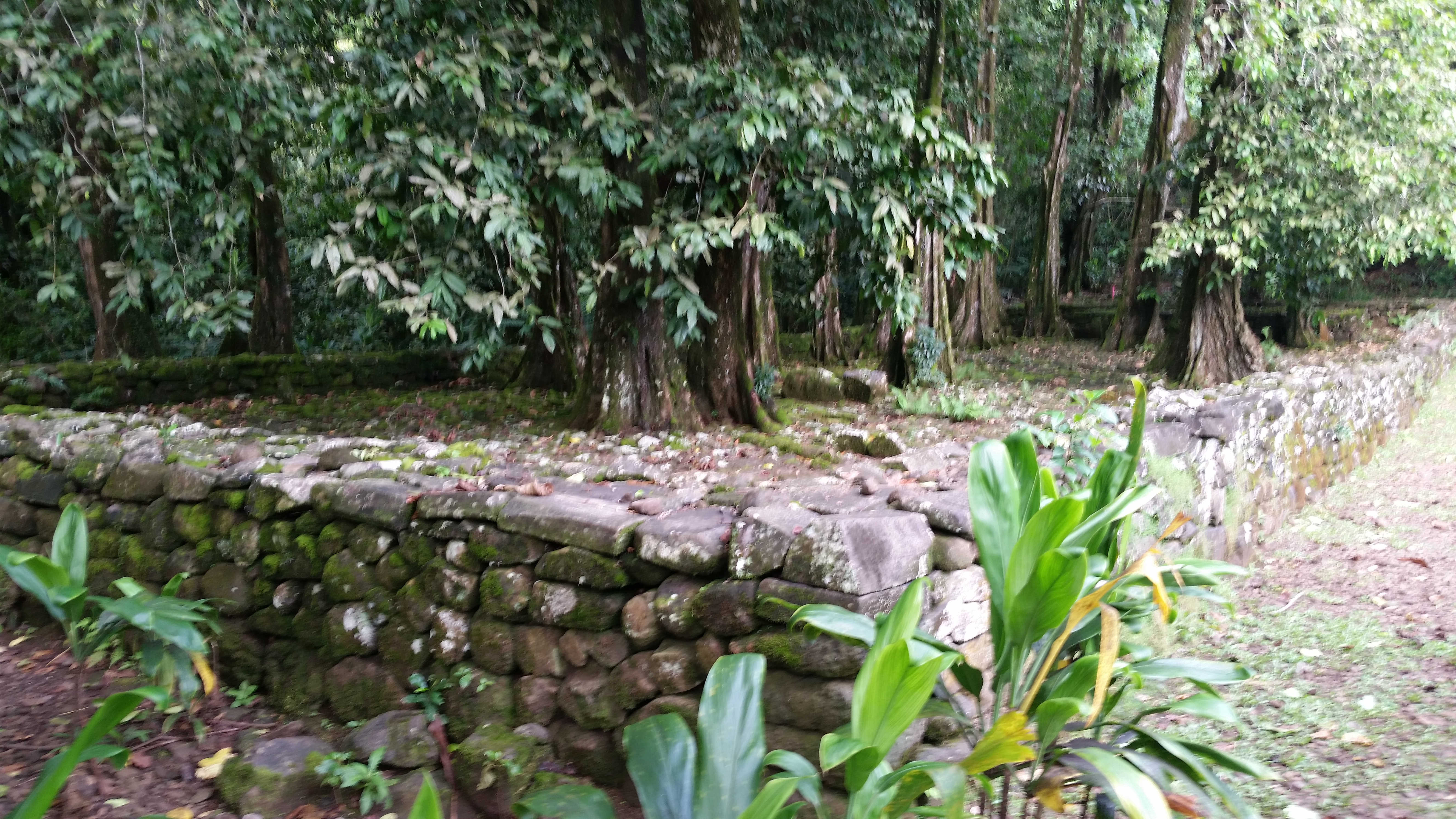
Marae Ti'i-rua、モーレア島、フランス領ポリネシア

ニュージーランドの人類学者であるアン・サモンドによると、マラエは「ポ（神々と闇の世界）とアオ（人々と光の現世）をつなぐ門」であり、人々が祖先と交信するための場であったとされます。代表的なマラエには、ボラボラ島のヴァイオタハ・マラエ、フアヒネ島のマタイレア・マラエ、ユネスコ世界遺産であるライアテア島のタプタプアテア・マラエがある。これらはポリネシアで最も神聖な聖地の一つと見なされている。
タヒチ島ではオロ神を祀るマラエとして、最初にタウティラのヴァイオタハ・マラエが建てられた。その他にパエアのウトゥ＝アイ＝マフラウ・マラエ、パパラのマハイアテア・マラエ、パレ＝アルエのタラホイ・マラエ、ヒティアア・オ・テ・ラのヒティアア・マラエ などがある。
タヒチでは、マラエは特定の神々に捧げられ、また、それらに関係すると言われる特定の血統(家系)によって建設されていったと伝えられている。1994年にライアテア島でタヒチ博物館の考古学者によって行われたタプタプアテアのマラエの修復作業では、いくつかの構造物の下から人骨が発見された。これらは、タヒチで崇められていたオロ神への生贄を捧げた遺跡だった可能性がある。

## 参照資料
- Hirini Moko Mead, 2003. Tikanga Māori: Living by Māori Values. Huia Publishers: Wellington.